# Мекеги
Мекеги (дарг. Микlхlе) — село в Левашинском районе Республики Дагестан.

## География
Расположено в 100 км к юго-западу от Махачкалы, на высоте 1222 м, в Левашинском районе у юго-восточного края уникального природного памятника — Мекегинского каньона. Его протяженность — 7 км, наибольшая ширина — 4,5 км.
Вход в каньон довольно узкий, всего 4—5 м. Примерно через 80 м от начала каньона возвышается природная арка шириной 13 м и высотой 8 м. Она соединяет его с еще более глубоким боковым каньоном.

## Население
| 1888  | 1895  | 1926  | 1939  | 1970  | 1989  | 2002  |
| ----- | ----- | ----- | ----- | ----- | ----- | ----- |
| 3866  | ↘2624 | ↘2550 | ↗2561 | ↘1928 | ↘1537 | ↗2604 |
| 2010  | 2021  |       |       |       |       |       |
| ↗2936 | ↘2350 |       |       |       |       |       |

Национальный состав
Абсолютное большинство жителей — даргинцы, проживает так же некоторое количество людей других национальностей.

## История
Наскальные рисунки около села Мекеги, на которых изображены животные, солярные знаки, датируются возрастом 2 тысяч лет. В Мекеги найдены эпиграфические памятники албанской письменности: это бесспорно подтверждает, что село в раннее средневековье входило в состав Кавказской Албании.
Касательно основания села существует две версии одного распространённого предания:
- После какого-то военного бедствия уцелевшие жители местного плато стекались у возвышенности Эла-Дубура, где было основано Бек-Ши (с дарг. «главное село»). По какой-то причине жители покинули его — выходцы основали Губден и ещё 9 горных джамаатов (в том числе Мекеги). Оставленные земли были признаны общими для 10 образовавшихся сёл. Их было решено не дробить, а использовать поочерёдно.
- Согласно другой версии, исконное селение находилось на горе Шамхал в урочище Шибарк (с дарг. «место села»). Но после войны уцелело лишь 12 мужчин с семьями: село было разрушено. Тогда они решили расселиться. Трое основали Губден, остальные — девять крупных горных сёл: Кадар, Мекеги, Акуша, Усиша, Цудахар, Гапшима, Муги, Сирха и Урахи[11].

С 1815 по 1819 год кадием Мекегинского вольного общества был Чамсадин.
В своих трудах путешественник Владимир Вилльер де Лиль-Адам, оказавшийся в Мекеги в 1873 году, описывает село так: 
Мекеге, большое селеніе, въ которомъ считается до 700 дворовъ, лежить на мѣстѣ болѣе ровномъ. На самомъ краю находится большая площадь, въ формѣ параллелограма, гдѣ по вторникамъ бываетъ базаръ и гдѣ находится домъ, занимаемый наибомъ. Домъ этотъ — большое, новое строенie, двухъ-этажное, въ 9—10 небольшихъ европейскихъ оконъ со стеклами, принадлежащее богатому мекегинцу. Насупротивъ такое-же, но старинное строенie, отличающееся отъ первaгo тѣмъ, что окна безъ стеколъ, которыя замѣняются деревянными ставнями. Мекеге замѣчательно еще своею мечетью, одною изъ самыхъ старинныхъ и чуть-ли не единственною въ Даргинскомъ округѣ, имѣющею минаретъ

## Этимология
Название села преданиями связывается с именем основателя — МикхIян, который был братом Губдена — основателя Губдена. На основании отсутствия подобного предания у самих губденцев и том, что экономический союз с Губденом очень выгоден для Мекеги, лингвист М. О. Османов не считает предание достаточно достоверным и выдвинул другие версии: не исключена возможность участия в образовании этого названия слова мик, миг (дуб) и слов хяр, хIяр (откос) или хIена (скала, скальная плита) — Микла хяр (Дубовый откос), Микла хIена (Дубовая скала). Селение Мекеги стоит на больших скалах, на которых когда-то были большие дубовые леса. Остатки этих лесов в виде густых дубовых рощ имеются почти рядом с Мекеги и сейчас.

## Хозяйство
Распространено садоводство и овощеводство: выращивание капусты, пшеницы, ячменя, овса, кукурузы, картофеля, а также разведение крупного рогатого скота, овец, коз.
В Мекеги идёт добыча камня «Мекегинский Песчаник» — природный дикий камень, образовавшийся в Кембрийский период Палеозойской эры.

## Известные уроженцы
- Далгатов Далгат Магомедзапирович — министр строительства РД.
- Омаров Магомед Омарович — начальник милиции общественной безопасности, генерал-майор милиции. Герой Российской Федерации (2005, посмертно).
- Далгатов Мурад Далгатович — уполномоченный по защите прав предпринимателей РД.
- Гамидов, Гамид Мустафаевич — депутат госдумы, министр финансов РД. Погиб в августе 1996 года.
- Умалатов, Гасан Насрулаевич — заслуженный мастер спорта по универсальному бою.
- Магомед Сулейманов — спикер народного собрания РД, мэр г. Избербаш.
- Хасбулат Хасбулатов — философ, доктор наук.
- Магомедшапи Алиханович Исаев — филолог, доктор наук; поэт, Заслуженный деятель науки Республики Дагестан.
- Сулейман Муртазалиев — кавалер трех орденов Трудовой Славы.
- Газим-Бег Багандов — один из ведущих поэтов Дагестана, автор более 50 книг.
- Сурхаев Далгат Халимбекович — министр внутренних дел Дагестана с 1954 по 1962 г.
- Абдусамад Гамидов — министр финансов РД, МСМК по вольной борьбе.
- Сиражудин Гамидов — Чемпион РСФСР (1989), МСМК по вольной борьбе.
- Али Исаев — чемпион Европы по вольной борьбе (2009).
- Сурхаев Магомед Омарович — Почетный член-корреспондент РСФСР. Редактор отдела промышленности и строительства даргинской газеты "Замана" по 1996 г.
- Магомедгаджиев Хасбула Ибрагимович — физик. Кандидат физико-математических наук. Доцент кафедры физики. Заслуженный деятель науки Республики Дагестан. Имеет множество научных публикаций и наград, [14]

## Достопримечательности
- Мекегинское пещерное городище — семикилометровый каньон.
- Мечеть XIX в.